# دم‌پرچمی خالدار
دم پرچمی خالدار (نام علمی: Kuhlia marginata) نام یک گونه از سرده دم‌پرچمی هاوایی است.